# Gran Premio Nobili Rubinetterie 1999
Il Gran Premio Nobili Rubinetterie 1999, seconda edizione della corsa, si svolse il 27 giugno 1999 su un percorso di 239,2 km; la corsa fu valida anche come campionato nazionale italiano in linea (ottantanovesima edizione). La vittoria fu appannaggio di Salvatore Commesso, che completò il percorso in 5h59'03", precedendo Roberto Petito e Alberto Elli.

## Ordine d'arrivo (Top 10)
| Pos. | Corridore          | Squadra                            | Tempo    |
| ---- | ------------------ | ---------------------------------- | -------- |
| 1    | Salvatore Commesso | Saeco Macchine da Caffè-Cannondale | 5h59'03" |
| 2    | Roberto Petito     | Saeco Macchine da Caffè-Cannondale | s.t.     |
| 3    | Alberto Elli       | Team Deutsche Telekom-ARD          | s.t.     |
| 4    | Mirko Celestino    | Team Polti                         | s.t.     |
| 5    | Giuseppe Di Grande | Mapei-Quick Step                   | a 0'21"  |
| 6    | Marco Serpellini   | Lampre-Daikin-Colnago              | s.t.     |
| 7    | Amilcare Tronca    | Amica Chips-Costa de Almería       | s.t.     |
| 8    | Paolo Valoti       | Mobilvetta Design-Northwave        | a 0'36"  |
| 9    | Matteo Tosatto     | Ballan-Alessio                     | s.t.     |
| 10   | Davide Rebellin    | Team Polti                         | s.t.     |